# Albus Salzburg Verkehrsbetrieb

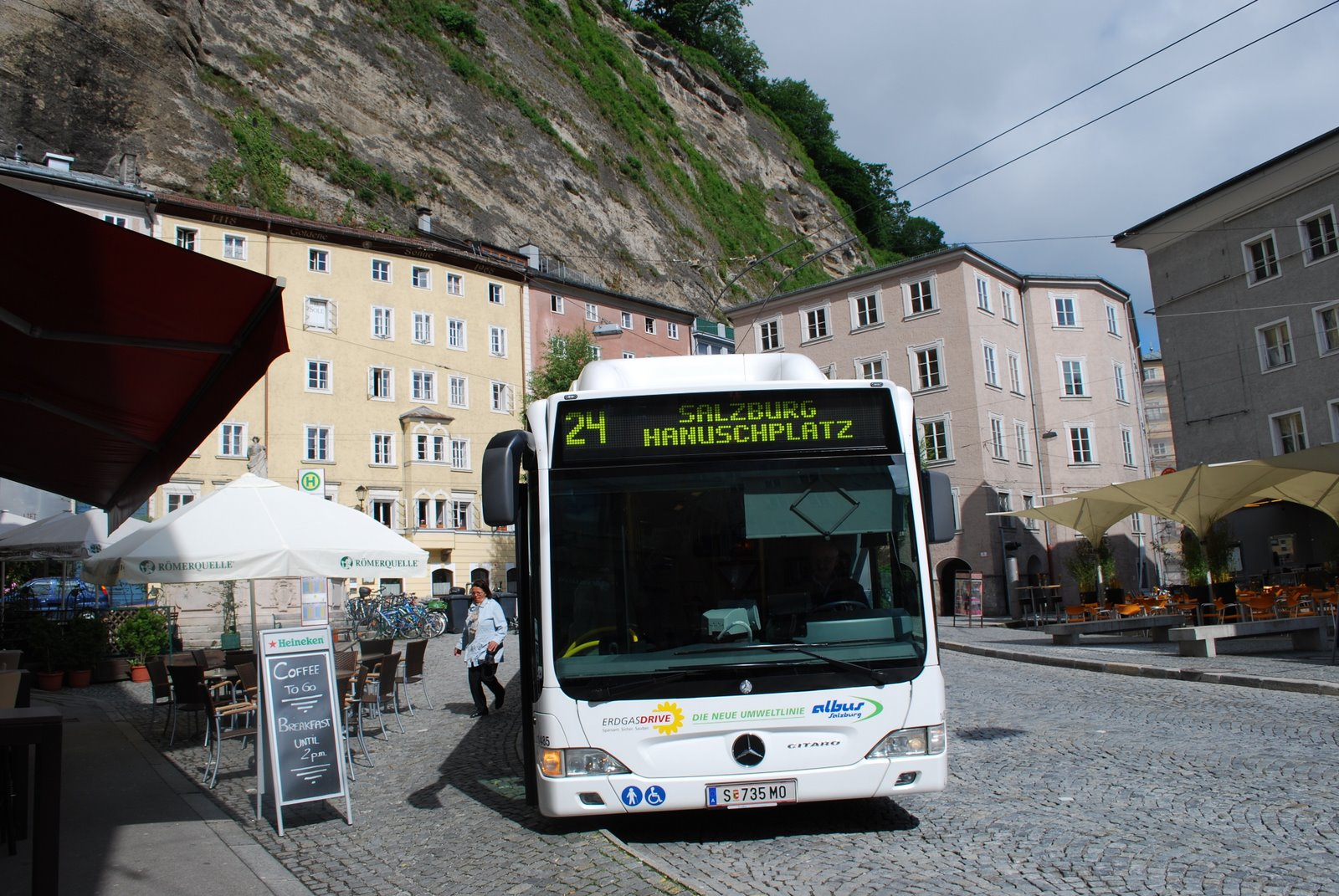
Erdgasbus auf der Linie 24 vor dem Mönchsberg

Die Albus Salzburg Verkehrsbetrieb GmbH ist ein Verkehrsunternehmen im Bundesland Salzburg und als solches in den Salzburger Verkehrsverbund (SVV) integriert.
Die Abkürzung steht für Autobus-Linien-Betriebs-Unternehmung Salzburg, der Unternehmenssitz ist Salzburg-Maxglan.
Albus ist eine gemeinsame Tochtergesellschaft des Wiener Autobusunternehmens Dr. Richard (51 Prozent) und des lokalen Infrastrukturunternehmens Salzburg AG (49 Prozent).
Albus ist ein wichtiger Bestandteil des öffentlichen Personennahverkehrs in der Stadt Salzburg und deren Umgebung. Die Albus-Linien, die meisten Nahverkehrs-Linienbusse, bilden eine wichtige Ergänzung zur S-Bahn Salzburg und zum Oberleitungsbus Salzburg der Salzburg AG.

## Geschichte
Das Unternehmen Albus wurde 1928 gegründet und betrieb über viele Jahre die sogenannte Taxhamer Linie sowie eine weitere Linie nach Siezenheim. Reisebusse wurden außerdem für den individuellen Fern- und nahen Ausflugsverkehr betrieben, ebenso fanden Stadtrundfahrten mit Kleinbussen statt.
1986 verkaufte die Familie de Zamagna nach 30 Jahren an der Unternehmensspitze Albus aufgrund von Nachfolgeüberlegungen an das  österreichweit agierenden Verkehrsunternehmen Dr. Richard. 1992 wurde auch die 1927 gegründete Salzburger Kraftwagen-Verkehrsgesellschaft mbH (Reisedienst und Linienverkehre), kurz Salzkraft, von Dr. Richard übernommen und mit Albus vereinigt. Ferner übernahm Albus zwischenzeitlich den Autobusbetrieb Josef Stadlbauer aus Anif, bekannt durch die Linie nach Grödig-Gartenau, von wo aus die Seilbahn auf den Untersberg führt.
1997 wurde der Firmenstandort der Albus von Schallmoos nach Maxglan verlegt. In den folgenden Jahren wurde das Linienangebot der Albus ausgebaut.
Zum 1. Oktober 2005 wurde die Salzburg AG Teilhaber am Unternehmen Albus, Ziel des Zusammenschlusses war es Synergien zu nutzen. Zum darauffolgenden Fahrplanwechsel im Dezember 2005 übernahm Albus schließlich alle Autobuslinien und alle Dieselbusse von der Salzburg AG. Diese betreibt seitdem unter der Marketingbezeichnung StadtBus Salzburg ausschließlich die Oberleitungsbusse und Schienenpersonennahverkehr. Die Betriebsanlagen wurden von der Schallmoser Hauptstraße in die Julius-Welser-Straße übersiedelt und werden seitdem unter dem Namen Buscenter Albus – Salzkraft betrieben.
2012 prozessierte Albus mit Hannes Marazeck, der inzwischen das Unternehmen SalzburgBus GmbH (Linie 29 und eine Oldtimer-Linie) gegründet hatte,
um die Mitbenützung der Haltestellen.
Ab Ende 2023 soll Albus auch die Regionalbuslinie 170 von Salzburg nach Hallein und Golling betreiben.

## Linien (Albus, Marazeck)
Der Liniendienst wird unter den Marken Albus Salzburg und Marazeck (Linien 21, 25, 28, 35) geführt.
Derzeit bestehen folgende Linien:
- 11 Josefiau – Riedenburg – Aiglhof – Messezentrum
- 21 Fürstenbrunn – LKH – Zentrum – Schallmoos – Bergheim Lokalbahn
- 22 Josefiau – Zentrum – Lastenstraße – Vilniusstraße
- 23 Zentrum – Salzburger Landestheater – Mirabellgarten – Hauptbahnhof – Sam – Obergnigl – (Fadingerstraße/Parsch)
- 24 Zentrum – LKH – Liefering – Freilassing
- 25 Hauptbahnhof – Nonntal – Hellbrunn – Untersbergbahn
- 27 Sportzentrum Nonntal – Zentrum – LKH – Maxglan – Viehhausen – Salzburg Airport
- 28 Europark – Kleßheim – Siezenheim – Taxham – LKH – Zentrum – (Anif – Grödig)
- 34 (Christian-Doppler-Klinik – Klessheim – EM-Stadion – Europark)
- 35 Fürstenbrunn – Grödig – Untersbergbahn – Rif
- 151 Mirabellplatz – Obergnigl – Gaisbergspitze (diese Linie ist auch gemeinhin als Gaisbergbus bekannt)
- 840 Hauptbahnhof – Zentrum – Alpenstraße – Anif – Marktschellenberg – Berchtesgaden (die Linie wird zusammen mit dem RVO betrieben, sie erhielt zugleich den Spitznamen „Watzmannexpress“)
- 181 Hauptbahnhof – Aiglhof – Wals – Grünau – Walserberg

Stationen und Linien in Klammern werden von der jeweiligen Linie nur zu den Stoßzeiten beziehungsweise bei Veranstaltungen (Salzburgarena) bedient.
Die Linie „A“ wurde wegen zu weniger Fahrgäste im Oktober 2019 eingestellt.

## Reisebus (Salzkraft)
Die Reisebussparte wurde unter der Marke Albus Salzkraft geführt. Es handelte sich um übliche Charter-Busdienstleistung, einschließlich Mietwagen der gehobenen Klasse und Kleinbussen. Im Zuge einer Betriebsumstrukturierung wurde im Jahr 2022 das Geschäftsfeld des Reisebusverkehrs in eine separate Tochtergesellschaft der Dr.-Richard-Gruppe umgewandelt.

## Fahrzeuge

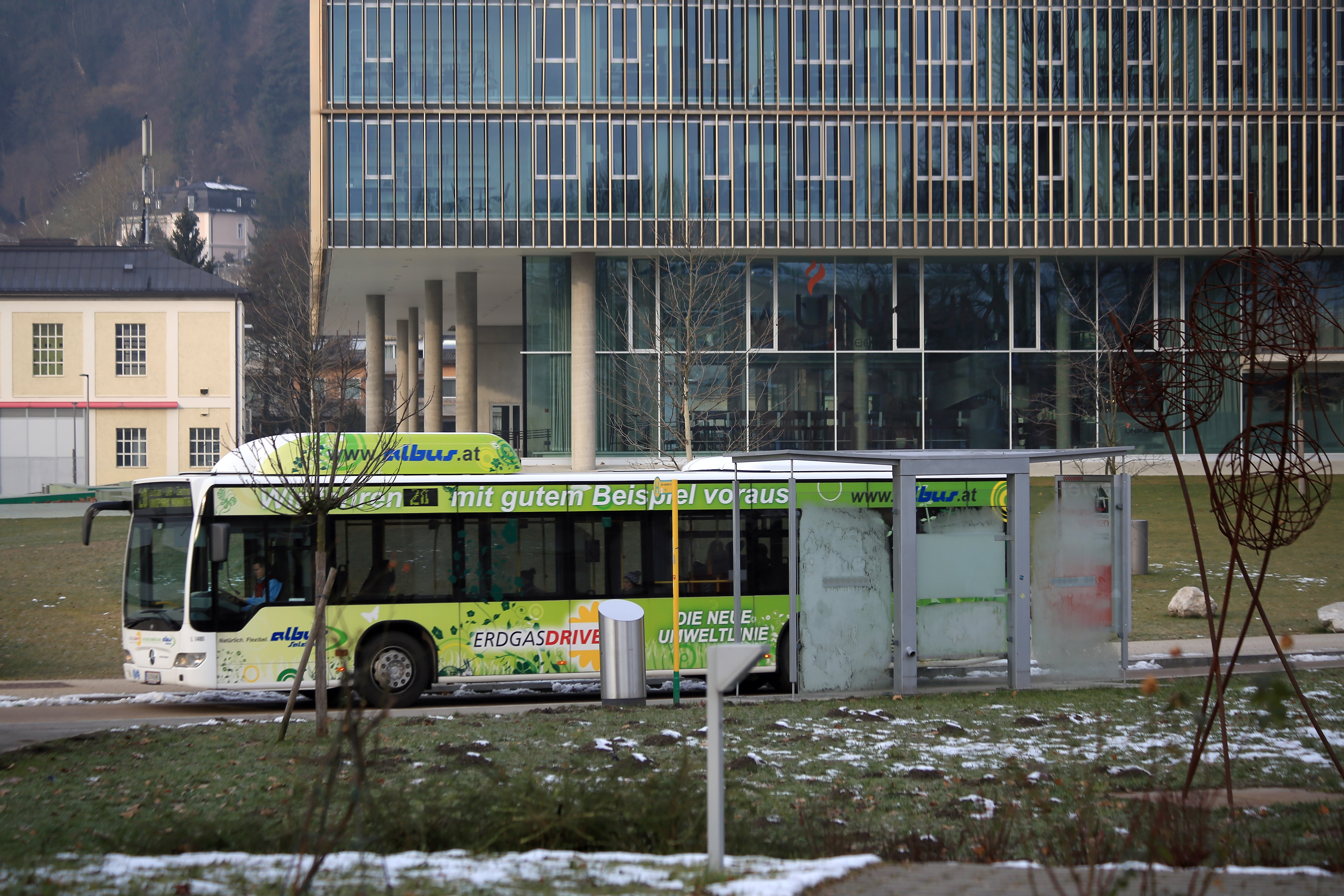
Bus der Linie 20 vor dem Unipark Nonntal

Der Albus-Wagenpark umfasst derzeit circa 60 Fahrzeuge verschiedener Bauarten. Die Linie 27 wird hauptsächlich mit modernen MAN Lion’s City (CNG) oder ehemalige Dr.-Richard-Busse mit dreitürigen Gelenkautobussen betrieben, die Linie 23 mit Midibussen, die Linie 28 mit zwei/dreiachsigen Soloautobussen. Auf den Linien 21, 22 sowie 25 fahren sowohl Albus-Busse als auch solche aus dem Bestand von Marazeck, einem privaten Omnibusbetrieb in Salzburg. Die Linie 24 wird vom Albus und der Firma Hogger aus Freilassing betrieben; die Linie 151 auf den Salzburger Hausberg, den Gaisberg von Albus – hier kommen verschiedenste Wagentypen zum Einsatz. Auf der Linie 840 (Watzmann-Express, Salzburg–Berchtesgaden) verkehrt ein Setra. Mitunter kann man einen Albus auf der Postbus-Linie 150 nach St. Gilgen sehen. Die 2005 erfolgte Umstrukturierung des gesamten Salzburger Autobusverkehrs führte auch zu Änderungen im Wagenpark. Anders als die Albus-Busse verfügen die Wagen, die vorher zu StadtBus Salzburg gehörten, neben einer Türautomatik über eine zusätzliche dritte Tür hinter der Hinterachse.